# Peso da Régua
Peso da Régua est une municipalité (en portugais : concelho ou município) du Portugal, située dans le district de Vila Real et la région Nord.

## Géographie
Peso da Régua est limitrophe :
- au nord, de Santa Marta de Penaguião et Vila Real,
- à l'est, de Sabrosa,
- au sud, d'Armamar et Lamego,
- au sud-ouest, de Mesão Frio,
- à l'ouest, de Baião.

## Histoire
La municipalité a été créée en 1836 par démembrement partiel de la municipalité de Santa Marta de Penaguião.

## Économie
Au confluent du Corgo et du Douro, la ville organise l'expédition par voie ferrée des vins du « Haut Douro » à destination de Porto - Vila Nova de Gaia. Elle est la porte du vignoble de la vallée du Haut Douro qui produit deux appellations d'origine, le Porto et le Douro. C'était depuis cette ville que les fûts de vin étaient transportés jusqu'à Vila Nova de Gaia par bateaux : les rabelos, qui descendaient le fleuve par la force du courant et se faisaient haler pour remonter. Elle est d'ailleurs le siège du puissant organisme qui le régit : la Maison du Douro (Casa do Douro).

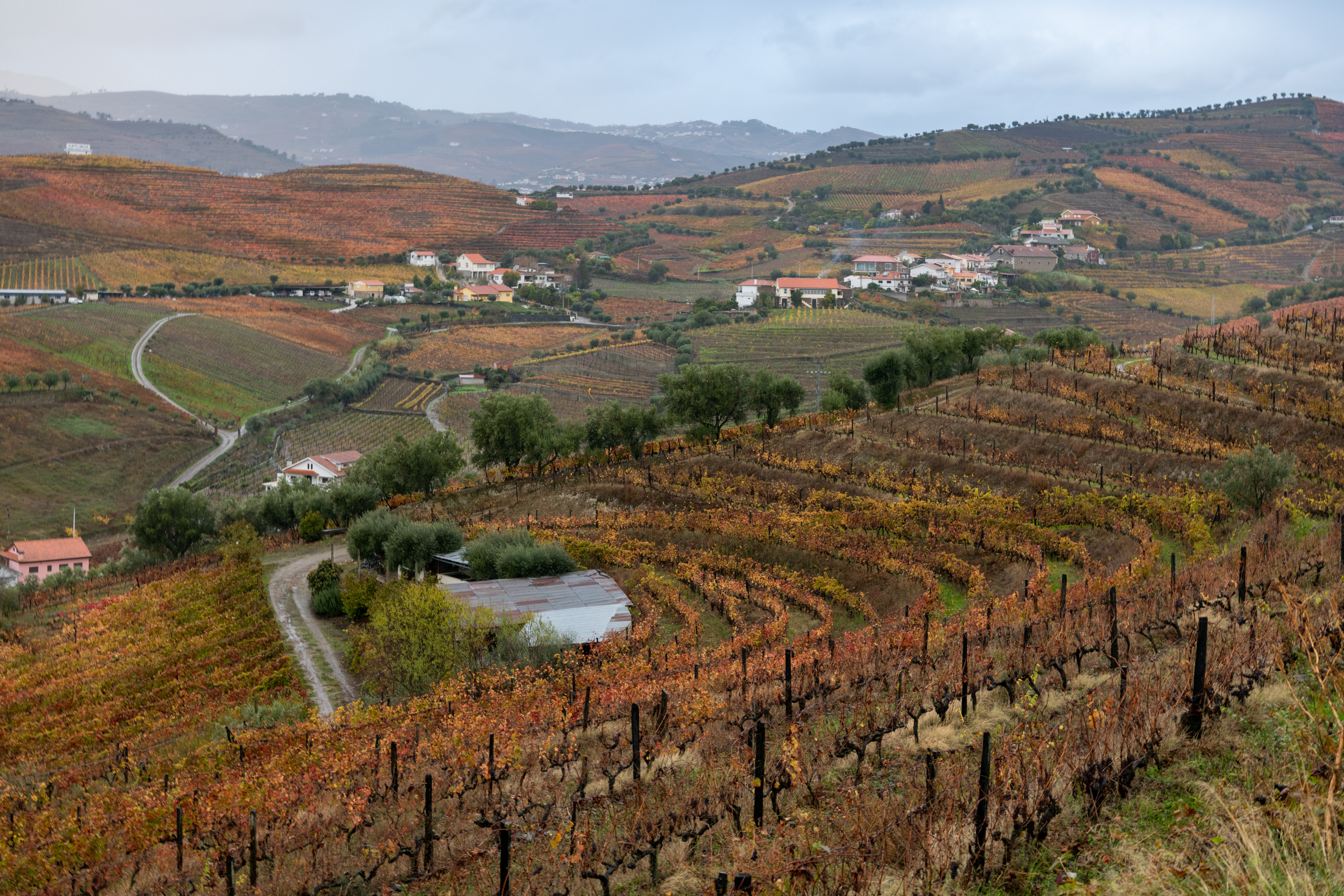
Les vignobles à Peso da Régua.

## Démographie
| 1801 | 1849  | 1900   | 1930   | 1960   | 1981   | 1991   | 2001   | 2004   |
| ---- | ----- | ------ | ------ | ------ | ------ | ------ | ------ | ------ |
| -    | 9 202 | 18 401 | 20 612 | 22 634 | 22 472 | 21 567 | 18 832 | 17 987 |

## Subdivisions
La municipalité de Peso da Régua groupe 12 paroisses (freguesia, en portugais) :
- Canelas
- Covelinhas
- Fontelas
- Galafura
- Godim (Peso da Régua)
- Loureiro
- Moura Morta
- Peso da Régua
- Poiares (pt)
- Sedielos
- Vilarinho dos Freires
- Vinhós

## Jumelage
- Marmande (France)
- Ovar (Portugal)